# Renaud Hoffman
Pour les articles homonymes, voir Hoffman.
Renaud Hoffman , né le 22 mai 1895 dans l'Empire allemand et mort le 19 novembre 1952 dans le comté de Riverside, en Californie, est un réalisateur, scénariste et producteur américain d'origine allemande du muet et des débuts du parlant.
Il est connu pour avoir réalisé la comédie musicale Blaze o' Glory en 1929.

## Filmographie partielle

### Comme réalisateur
- 1924 : Legend of Hollywood (The Legend of Hollywood)
- 1924 : Which Shall It Be? (en)
- 1925 : Private Affairs (en)
- 1926 : The Unknown Soldier (en)
- 1927 : A Harp in Hock (en)
- 1928 : Stool Pigeon (en)
- 1929 : Blaze o' Glory (coréalisé avec George Crone)
- 1930 : Chant d'amour (en) (The Climax)

### Comme scénariste
- 1939 : Our Neighbors – The Carters (en) de Ralph Murphy

### Comme producteur
- 1923 : Les Étrangers de la nuit (Strangers of the Night) de Fred Niblo
- 1924 : Which Shall It Be? (en) de Renaud Hoffman
- 1925 : One of the Bravest (en) de Frank O'Connor
- 1926 : The Silent Power (en) de Frank O'Connor
- 1926 : King of the Pack (en) de Frank Richardson
- 1926 : The Block Signal (en) de Frank O'Connor
- 1927 : Heroes of the Night (en) de Frank O'Connor

## Crédit d'auteurs
- (en) Cet article est partiellement ou en totalité issu de l’article de Wikipédia en anglais intitulé « Renaud Hoffman » (voir la liste des auteurs).